# Kim Boo-kyum
Kim Boo-kyum (en hangul, 김부겸; en hanja, 金富謙; romanización revisada, Kim Bugyeom) (Sangju, 21 de enero de 1958) es un activista y político surcoreano. Fue primer ministro de Corea del Sur desde el 14 de mayo de 2021 hasta el 11 de mayo de 2022. Fue ministro de Interior y Seguridad entre 2017 y 2019.
Fue miembro de la Asamblea Nacional por la circunscripción de Suseong-gu de 2016 a 2020 y por Gunpo de 2000 a 2012.

## Primeros años
Kim Boo-kyum nació el 21 de enero de 1958 en Sangju, Gyeongsang del Norte. Es el hijo mayor de su padre Kim Young-ryong y su madre Cha Sook-hui. Su padre era un segundo teniente de la Fuerza Aérea y tenía solo 19 años cuando nació Kim Boo-kyum.
Kim fue admitido para estudiar ciencias políticas en la Universidad Nacional de Seúl en 1976. Fue detenido en 1977 por participar en las protestas por la ocupación de la biblioteca de la universidad. Fue readmitido y expulsado nuevamente por violar la ley marcial en 1980. Más tarde fue reintegrado una segunda vez, y en 1985 fundó la "Alianza Juvenil del Movimiento de Democratización" junto con Kim Geun-tae, Kim Byung-gon y Seol-hoon. Recibió su título en ciencias políticas en 1987.

## Carrera política

### Inicios
Comenzó su carrera política como miembro fundador del Partido Demócrata Hankyoreh. Participó en las elecciones elecciones legislativas de 1988 por la circunscripción de Dongjak, pero perdió. En 1991 se unió al Partido Demócrata y se desempeñó como portavoz adjunto de Roh Moo-hyun.
Fue arrestado el 18 de noviembre de 1992 acusado de recibir 5 millones de wones de un espía norcoreano llamado Lee Seon-sil durante su campaña en las elecciones de 1988. De acuerdo con Park Jie-won, el entonces portavoz adjunto principal, Kim pidió prestado el dinero a Lee a través de su suegra, pero lo devolvió después de las elecciones. También indicó que Kim no sabía que Lee era un espía.
Se unió al Gran Partido Nacional, donde fue etiquetado como 'no convencional' o 'fronterizo', y en 2000 fue elegido como diputado de la Asamblea Nacional por Gunpo. En julio de  2003 él y varios otros diputados se retiraron del Gran Partido Nacional y se unieron al Partido Uri. En las elecciones legislativas de 2004 y 2008, fue reelegido por el mismo distrito electoral.

### Carrera en Daegu
En 2012 dejó el distrito de Gunpo para representar al Partido Democrático en las elecciones legislativas de 2012 por el distrito de Suseong. Perdió con el 40% de los votos, la tasa de votación más alta entre los candidatos de la facción liberal.
En 2014 representó a la facción liberal en la elección de la alcaldía metropolitana de Daegu. Aunque fue derrotado nuevamente, su tasa de votos llegó al 40,3%, el récord más alto entre los candidatos afiliados al Partido Demócrata. En las elecciones legislativas de 2016 volvió a competir por el distrito de Suseong contra el exgobernador de la provincia de Gyeonggi, Kim Moon-soo. Ganó con el 62,3% de los votos y se convirtió en el primer candidato de la oposición en ser elegido en 31 años.

### Gobierno del Partido Demócrata de Corea
En 2016, anunció su intención de competir como candidato presidencial del Partido Demócrata de Corea. Sin embargo, debido a su base partidaria débil, anunció su retiro en febrero de 2017 y respaldó al candidato Moon Jae-in. En mayo de 2017, después de que Moon Jae-in asumiera como presidente, fue nombrado Ministro del Interior y Seguridad.  En abril de 2019, dejó el cargo para prepararse para las elecciones legislativas de 2020.
En las elecciones legislativas de 2020, contendió por la reelección en el distrito de Suseong contra Joo Ho-young. Perdió con el 37,8% de los votos, muy por detrás de Joo Ho-young quien logró un 61,2%. Contendió en las elecciones para escoger al nuevo líder del Partido Demócrata y perdió con el 21,4% de los votos, ocupando el segundo lugar.

## Primer ministro

### Nominación
Debido a que el primer ministro Chung Sye-kyun tenía la intención de postularse para las elecciones presidenciales de 2022, para lo cual debía renunciar, el gobierno de Corea del Sur comenzó a buscar su reemplazo. A pesar de que se informó que el presidente Moon Jae-in prefería a una mujer como primera ministra, Kim fue considerado uno de los posibles candidatos para el puesto.
Fue nominado el 16 de abril de 2021, Kim fue nombrado nuevo primer ministro, sucediendo a Chung. El 13 de mayo, 168 de los 176 diputados votaron a favor del nombramiento de Kim como primer ministro. Al día siguiente, juró como primer ministro en el Complejo Gubernamental de Seúl.